# 서양긴발톱할미새

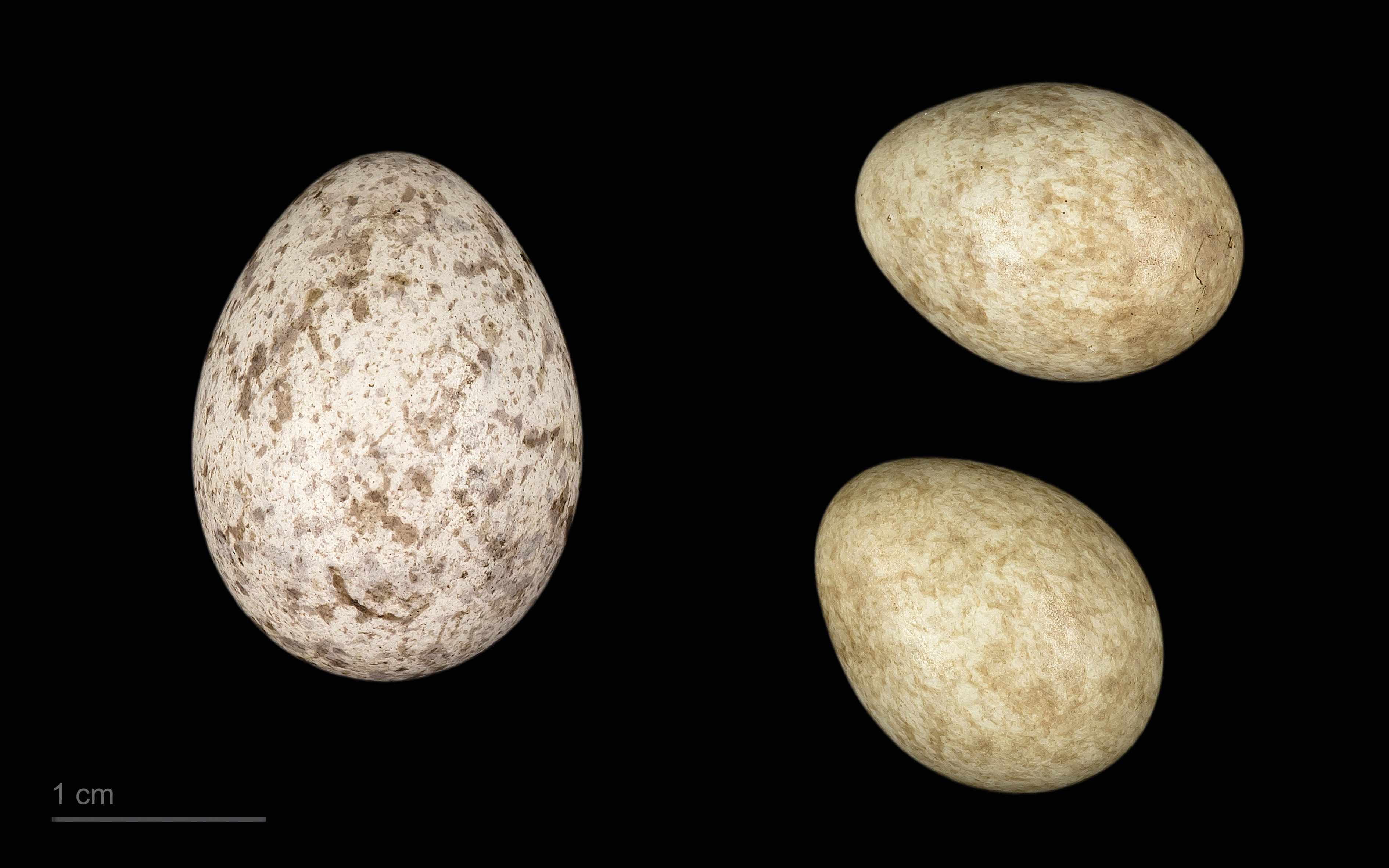
Cuculus canorus canorus + Motacilla flava

서양긴발톱할미새(western yellow wagtail, 학명: Motacilla flava)는 할미새과에 속하는 조그마한 참새목의 새이다.
이 종은 온난한 유럽과 아시아 대부분의 지역에서 새끼를 낳는다. 서유럽과 같이 온화한 지대에 거주하지만 북부 및 동부 쪽 개체들은 아프리카와 남아시아로 이주한다.
15~16 센티미터로 호리호리한 새이다. 다 큰 수컷은 기본적으로 윗부분이 올리브색을 띄고 아랫부분은 노란 빛을 낸다. 수컷의 머리 부분은 다양한 색으로 되어 있으며 패턴은 아종에 따라 다르다.

## 분류

### 현재 인식되는 아종
- M. f. flava Linnaeus, 1758 - blue-headed wagtail
- M. f. flavissima Blyth, 1834 - yellow-crowned wagtail
- M. f. thunbergi Billberg, 1828 - dark-headed wagtail 또는 grey-headed wagtail
- M. f. iberiae Hartert, 1921 - Iberian yellow wagtail
- M. f. cinereocapilla Savi, 1831 - ashy-headed wagtail
- M. f. pygmaea (A. E. Brehm, 1854) - Egyptian yellow wagtail
- M. f. feldegg Michahelles, 1830 - black-headed wagtail
- M. f. lutea (S. G. Gmelin, 1774) - yellow-headed wagtail
- M. f. beema (Sykes, 1832) - Sykes' wagtail
- M. f. melanogrisea (Homeyer, 1878) - Turkestan black-headed wagtail
- M. f. plexa (Thayer & Bangs, 1914) - north Siberian yellow wagtail
- M. f. leucocephala (Przevalski, 1887) - white-headed yellow wagtail

## 사진

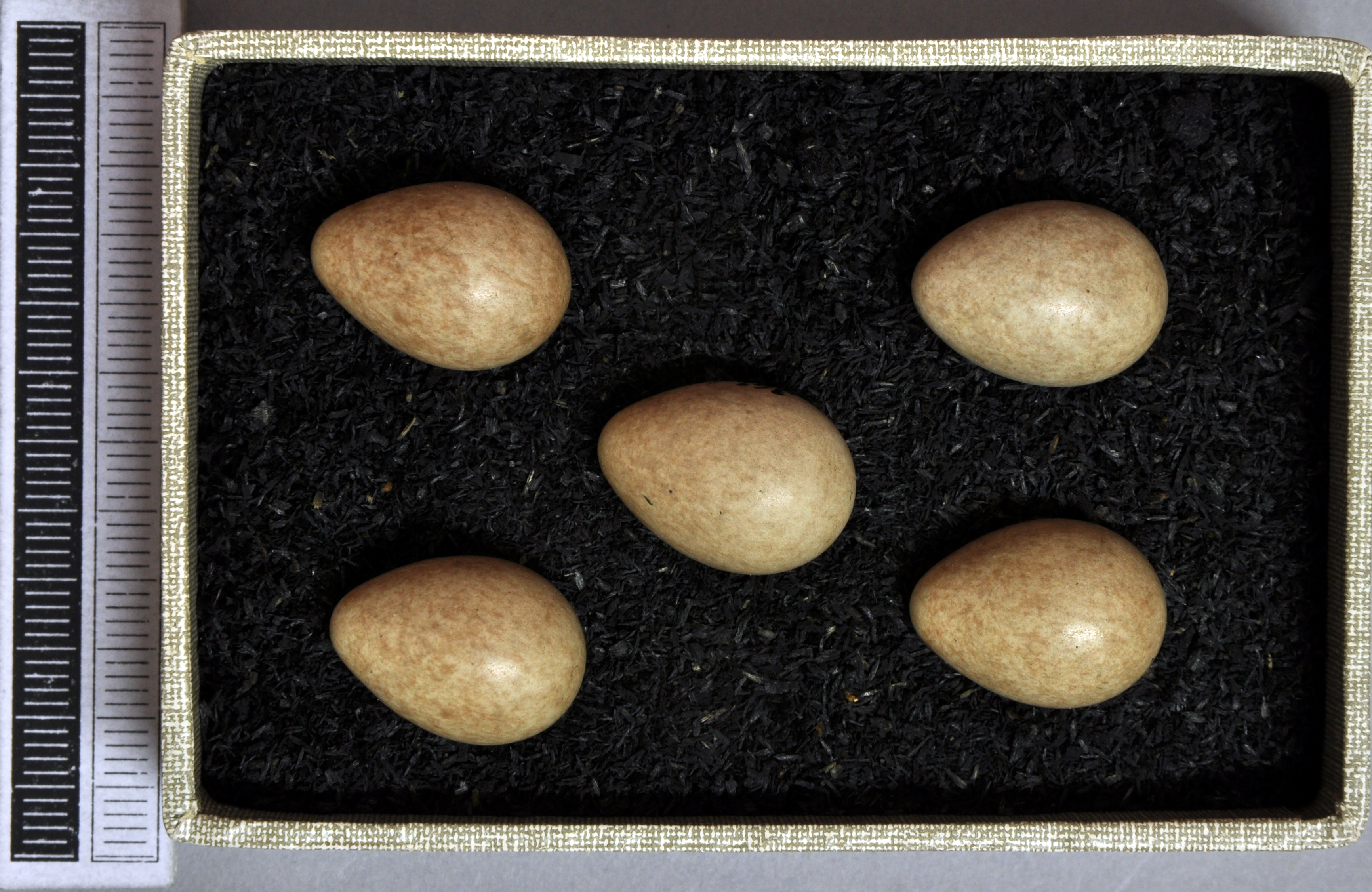
알
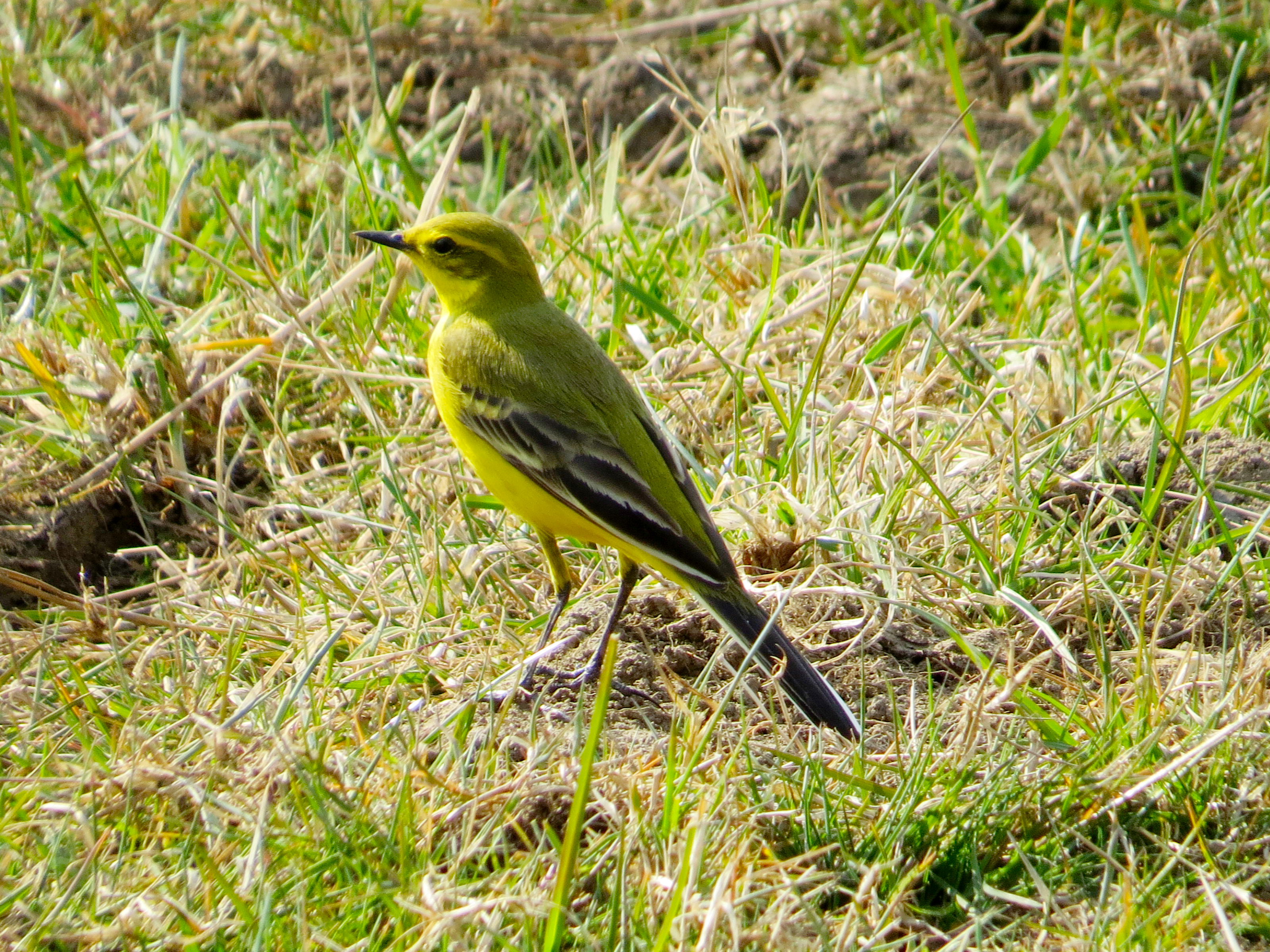
다 큰 수컷
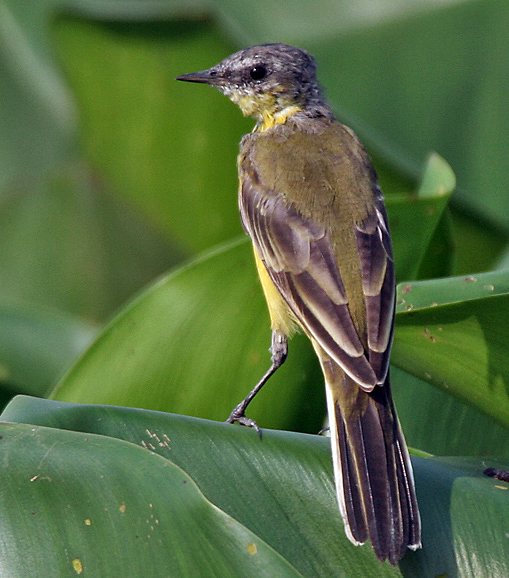
다 큰 암컷. 콜카타에서 월동 중이다. (인도 서벵골 주)
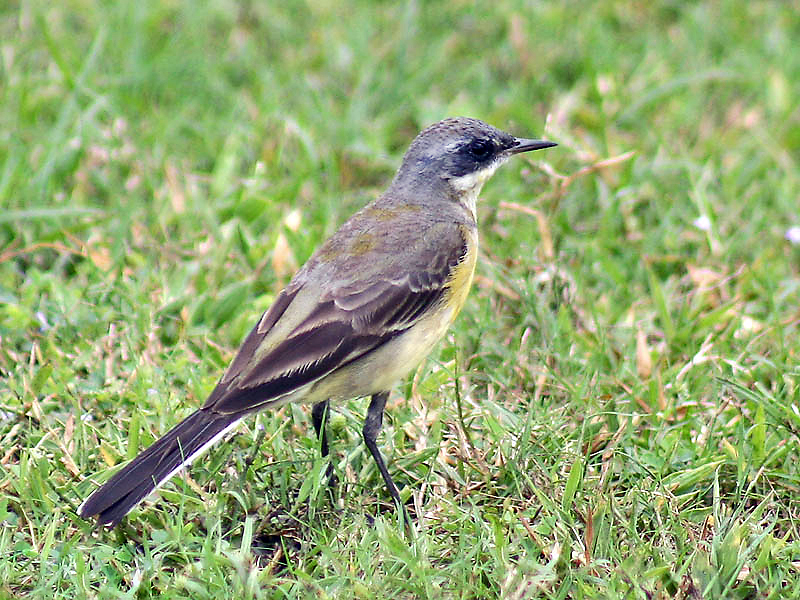
다 큰 암컷. (인도 서벵골 주)
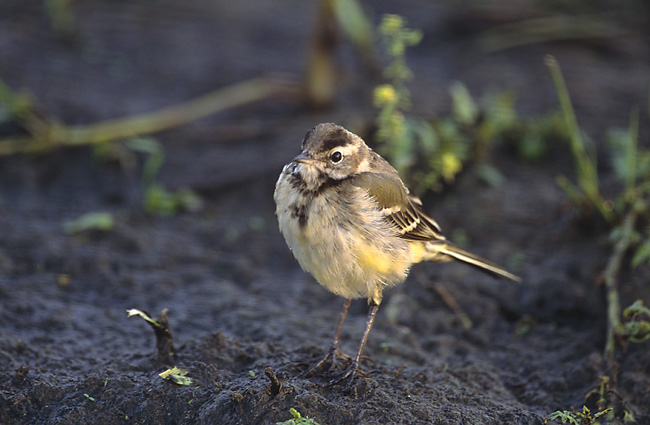
어린 새
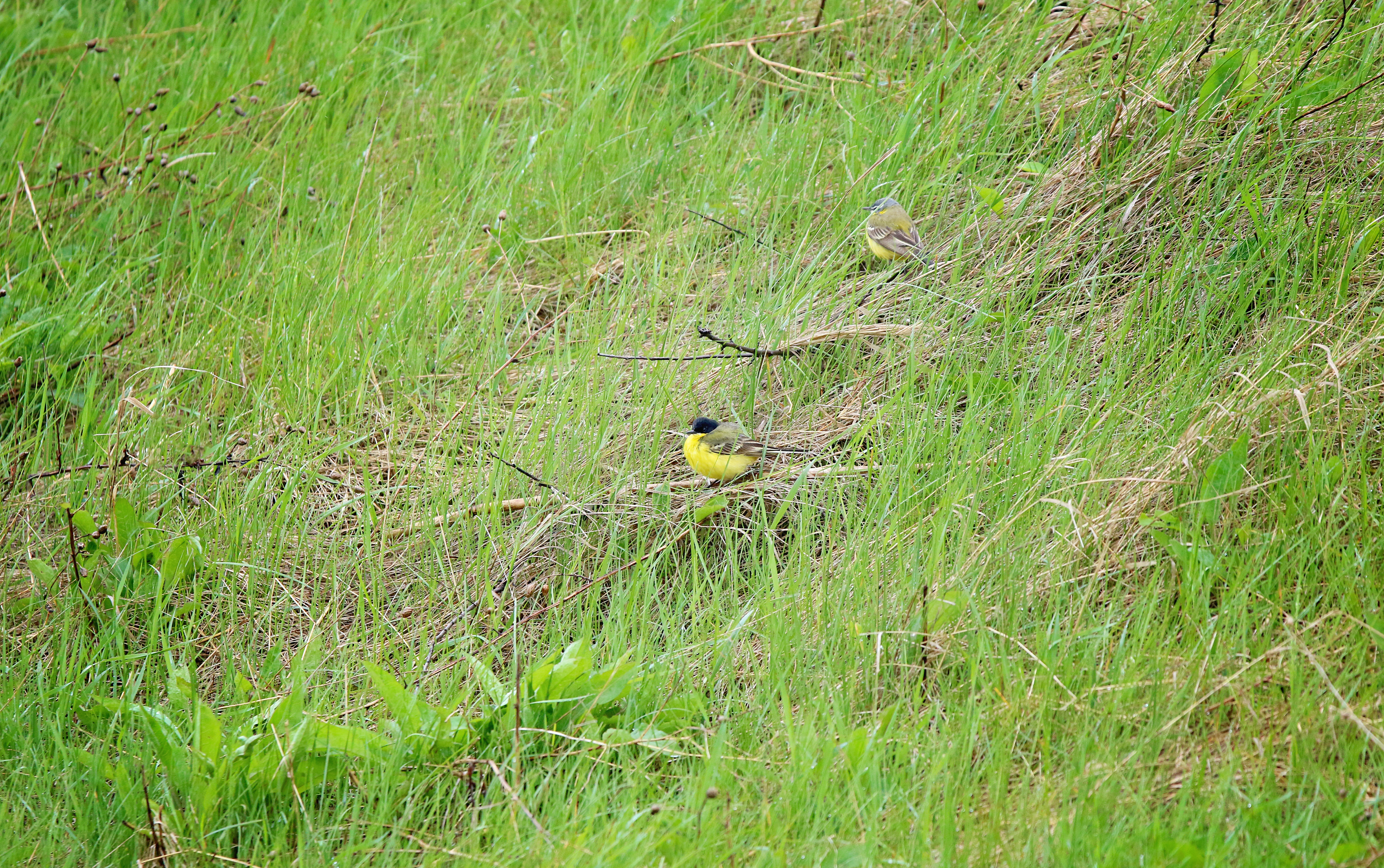
루마니아 부쿠레슈티 주변

## 추가 문헌
- Voelker, Gary (2002): Systematics and historical biogeography of wagtails: Dispersal versus vicariance revisited. Condor 104(4): 725-739. [English with Spanish abstract] DOI: 10.1650/0010-5422(2002)104[0725:SAHBOW]2.0.CO;2 HTML abstract